# Schizolobium parahyba

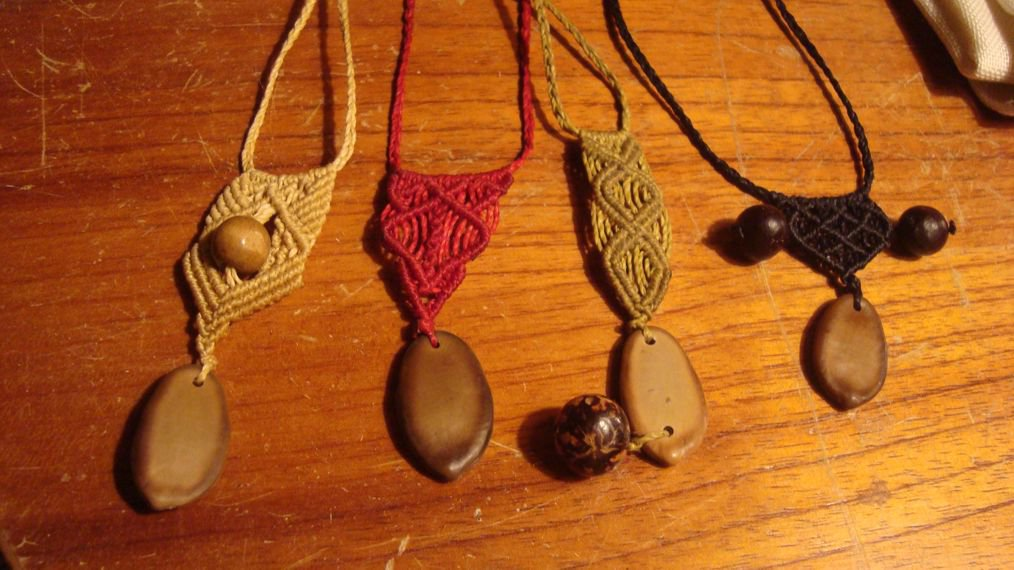
Collares elaborados a partir semillas de yvapuruvu (Schizolobium parahyba) y de hilo sintético encerado con la técnica de nudos macramé, por un artesano de Tobati (Paraguay).

Guapuruvú (Schizolobium parahyba) también conocido como árbol de zope o pata de elefante es un árbol de crecimiento sumamente rápido llegando a medir hasta 40 m de altura. Tiene la apariencia de un helecho arborescente grande. Es originario de las selvas del Brasil. En México se distribuye en los dos litorales al sur del país. También se encuentra en otros países americanos, Su hábitat son los ambientes tropicales. Por su rápido crecimiento se utiliza como árbol de cultivo ornamental y su madera para la elaboración de artesanías. 

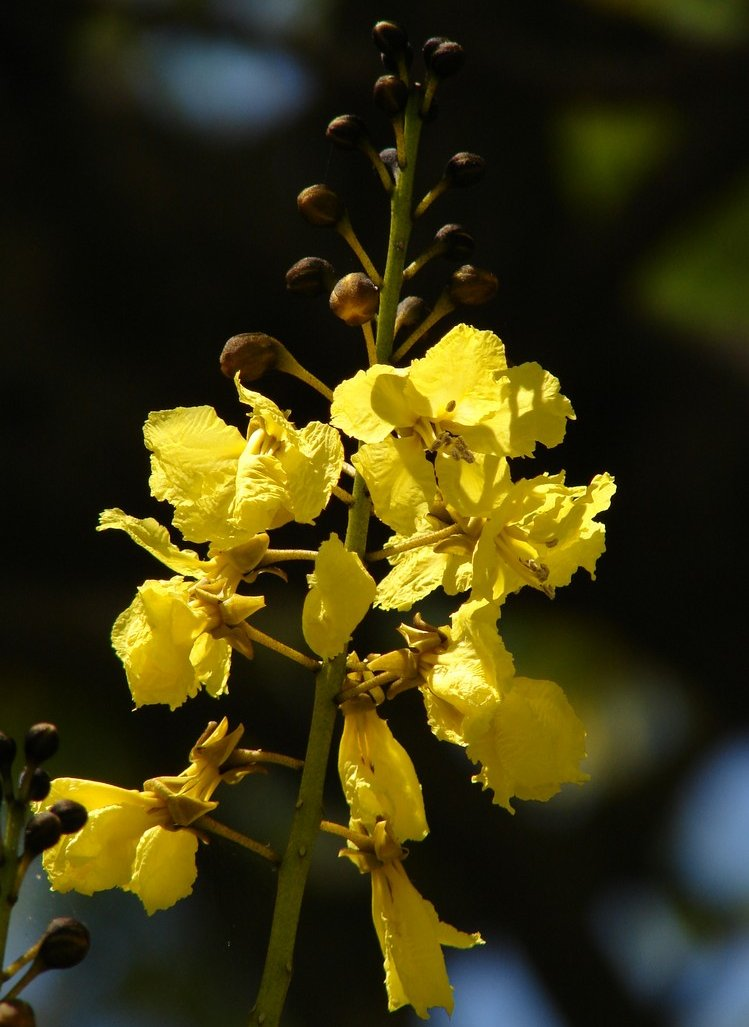
Flores

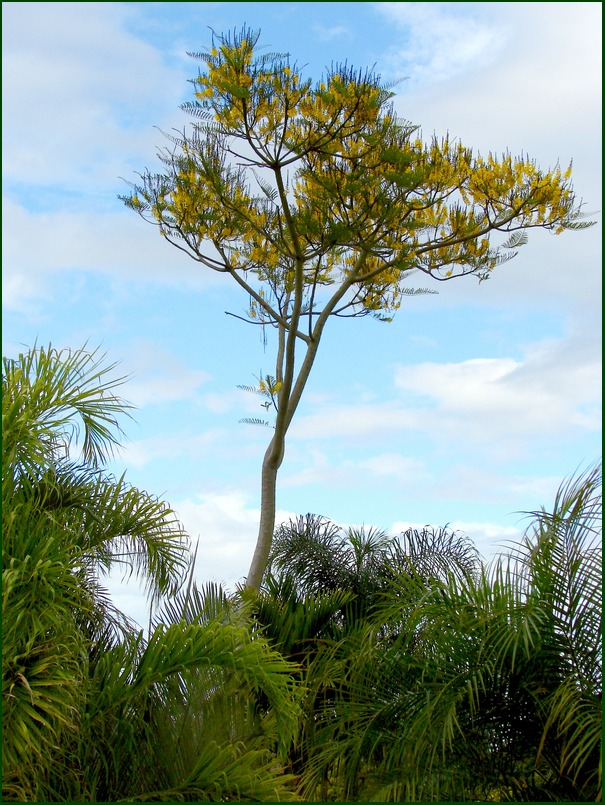
Vista del árbol

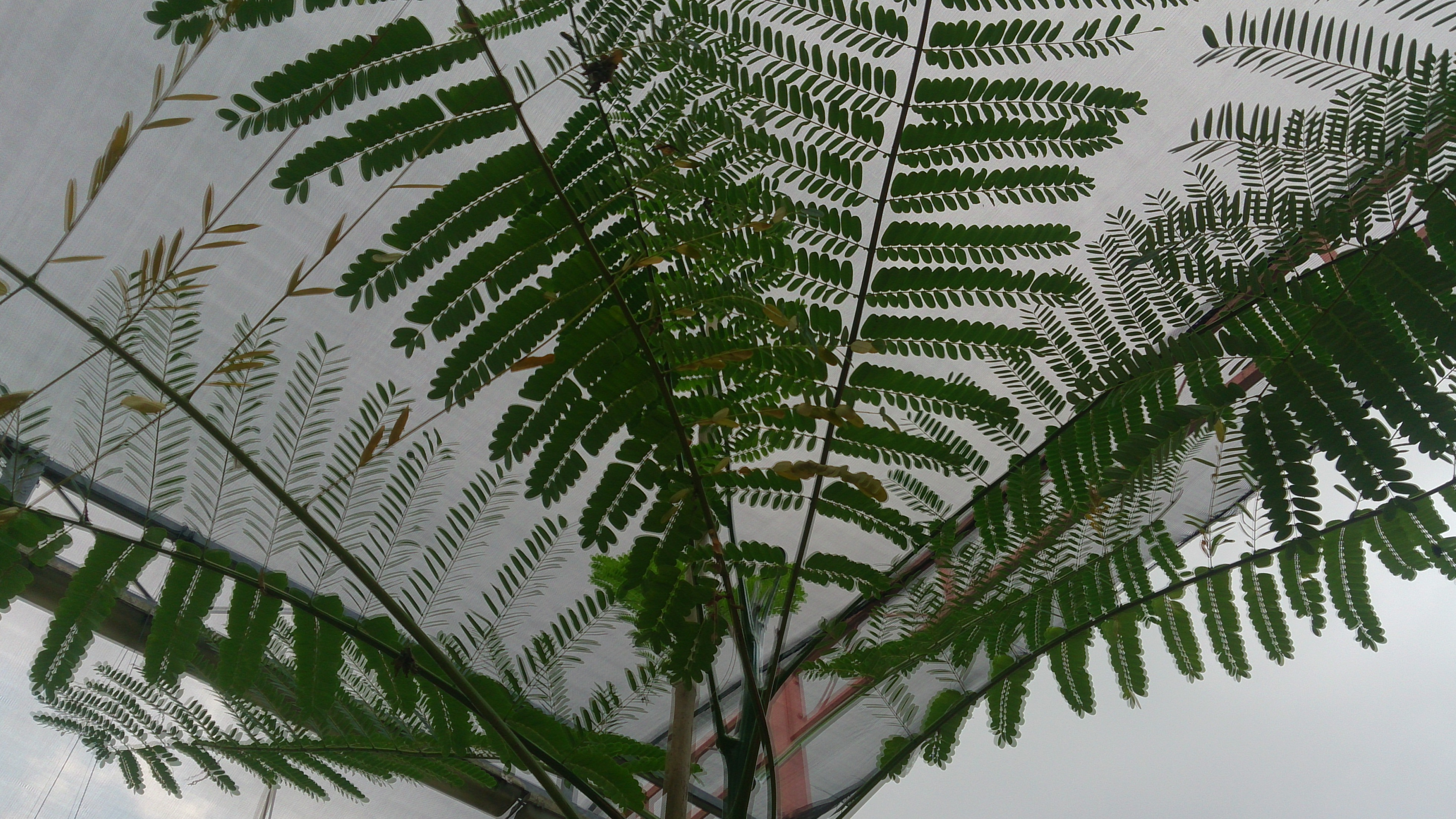
Hojas

## Morfología
Este árbol parece ser una especie de eslabón entre las plantas primitivas, como el helecho arborescente del período carbonífero (cuando no existían insectos y otros animales que se encargaran de la polinización) y las plantas con flores, mucho más recientes: de hecho, el guapuruvú tiene en su juventud un aspecto muy similar al de un helecho, y es una de las plantas típicas de la selva de la zona intertropical, que suelen crecer en un ambiente muy oscuro. Estas ideas están ampliadas en los artículos sobre Magnoliopsida y parafilético. En cambio, cuando crecen y acceden directamente a la luz solar gracias a la gran altura que alcanzan en poco tiempo, cambian completamente de aspecto, ramificándose y desarrollando hojas más grandes así como flores de color amarillo, que en Brasil, aparecen en noviembre, es decir, a fines de la primavera austral, mientras que en Venezuela y Colombia, ya en el hemisferio norte aparecen en mayo. Los frutos son en forma de vaina como sucede con las demás leguminosas y se desarrollan de marzo a mayo (otoño). La absorción de luz para la función de la fotosíntesis es muy eficiente: hasta el tronco tiene color verde, con la excepción de la especie de cicatrices dejadas por las hojas caídas. La longitud del fruto o legumbre es de unos 10 cm y contiene una sola semilla. El botánico Jesús F. Hoyos señala su nombre científico como Schizolobium parahybum. Lo mismo sucede en la identificación de la imagen en Commons ().
Su rápido crecimiento se potencia por el hecho de que todo el árbol (tronco, ramas y hojas) es verde por lo que puede desarrollar la fotosíntesis y por ende, la producción de biomasa.
La imagen muestra un ejemplar de guapuruvú en los Jardines Botánicos y Zoológico de Hong Kong (Hong Kong Zoological and Botanical Gardens).

## Distribución
En México tiene una distribución potencial en Veracruz, Tabasco, Campeche, noroeste de Oaxaca y algunas regiones de Chiapas.

## Nombres comunes
- Ficheira, garapuvú, e inclusive guarapuvú en Brasil

## Usos
La madera del guapuruvú es poco resistente, pero se suele usar en la construcción de embarcaciones de tipo canoa por su ligereza y facilidad de tallarla y moldearla. Es el árbol emblemático de la ciudad de Florianópolis, capital del estado de Santa Catarina, Brasil.
Gracias a su rápido crecimiento es una planta muy utilizada en los parques, jardines y plazas de muchas ciudades así como en proyectos paisajísticos en muchos jardines botánicos.
La semilla, conocida como pata de elefante, es frecuentemente utilizada por artesanos, combinadas especialmente con macramé y alambres.

## Taxonomía
Schizolobium parahyba fue descrita por (Vell.) S.F.Blake y publicado en Contributions from the United States National Herbarium 20(7): 240. 1919.
Sinonimia
- Caesalpinia parahyba (Vell.)Allemao
- Cassia parahyba Vell.
- Schizolobium excelsum Vogel
- Schizolobium glutinosum Tul.
- Schizolobium kellermanii Pittier
- Schizolobium parahybrum (Vell.)S.F.Blake
- Schizolobium parahybum (Vell.)S.F.Blake[5]